# صناعة (أداة)

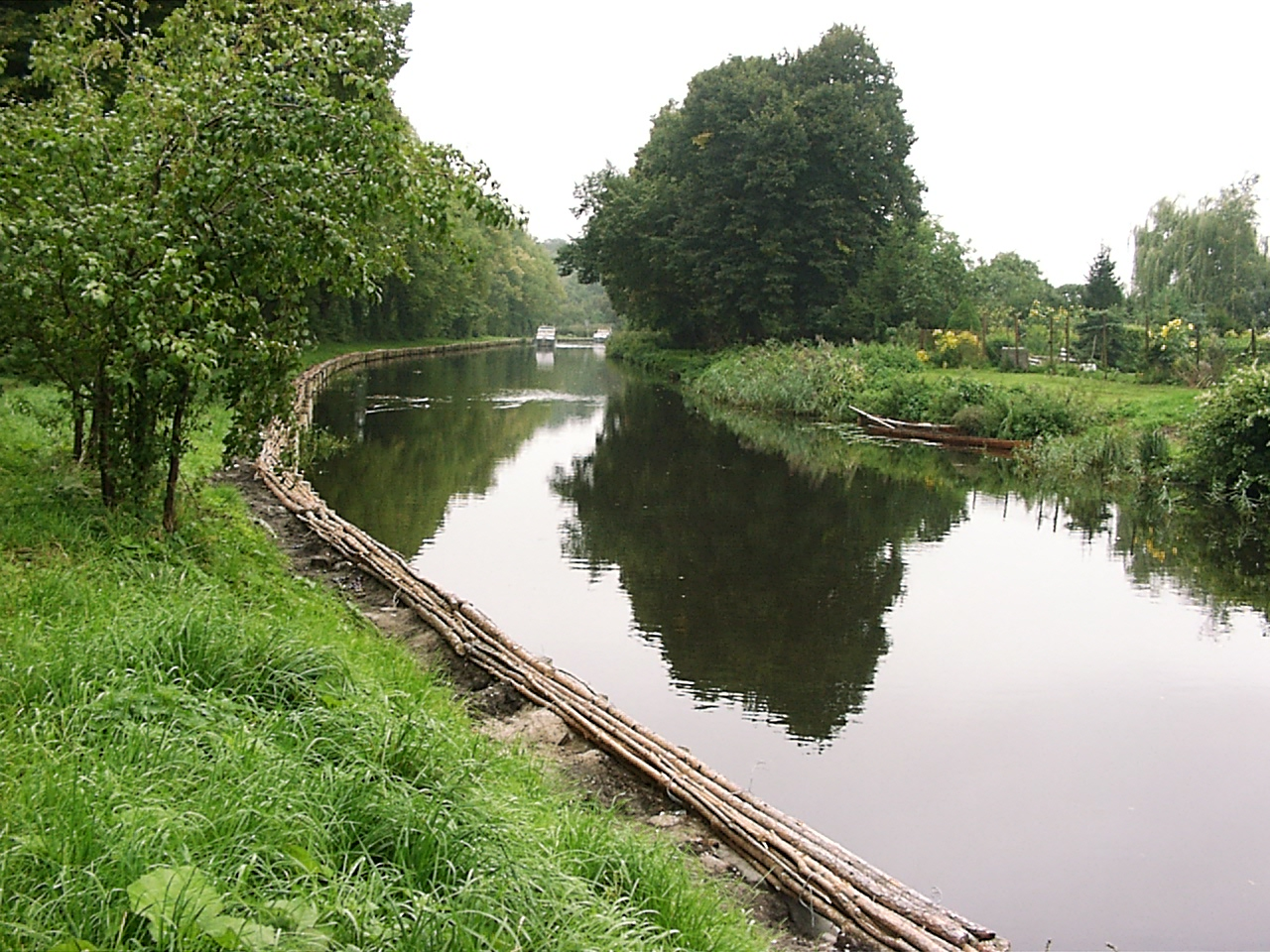
قناة ماء في تمبلن في ألمانيا. دُعِمت ضفة النهر بالصنَّاعة.

الصَّنَّاعة أو الرَّقَبَة أو الكبش أخشاب وأغصان وأعشاب توضع في مجاري الماء لاعتراض المسيل الطبيعي ولتحويل الماء إلى مجرى آخر، أو لحماية ضفاف مجاري الأنهار والجداول من التعرية، أو لتغطية أراضي المستنقعات وما إلى ذلك. تستخدم في الحرب أيضًا لمساعدة الجيوش وخاصة الدبابات والمركبات الأخرى في عبور الخنادق والوديان والمستنقعات والتضاريس الموحلة أو غير المستوية.